# كروغمير (كورنوال)
كروغمير (بالإنجليزية: Crugmeer)‏ هي قرية تقع في المملكة المتحدة في كورنوال.